# 九尺镇
九尺镇，是中华人民共和国四川省成都市彭州市下辖的一个乡镇级行政单位。2019年12月，撤销升平镇，将其所属行政区域划归九尺镇管辖，九尺镇人民政府驻兴隆街114号。

## 行政区划
九尺镇下辖以下地区：
第一社区、第二社区、玉源社区、金鼓村、双土村、金沙村、永兴村、高林村、天宝村、宝马村和鹿鹤村。